# Ex Palazzo Bonzi
L 'ex palazzo Bonzi è una dimora storica di Crema.

## Storia
Della famiglia Bonzi se ne ha notizia nel XV secolo; in particolare si ricorda Fachino di mestiere barcaiolo e trasportatore dal Serio (probabilmente partendo da Montodine o Bocca Serio) fino a Venezia. 
Con ducale datata 28 marzo 1450 per i favori ottenuti nella guerra con Milano Fachino ottenne dalla Serenissima il diritto di pesca lungo il fiume, inizialmente per cinque anni via via sempre prorogati; tali diritti vennero riconfermati quando Crema tornò ai veneziani dopo l'invasione francese del 1509-1512, concessi quale sorta di ringraziamento per il sacrificio di Bernardino morto squartato dopo essere stato colto in fragrante mentre trasportava armi verso Venezia in barba al divieto del governatore francese. 
I Bonzi acquisirono così una certa agiatezza tanto che i fratelli Giovanni, Bernardino e Giuseppe Maria offrirono a Venezia la somma di 800 ducati chiedendo di essere investiti col titolo di conte della giurisdizione sul fiume Serio con prerogativa feudale, una richiesta che venne accolta l'11 febbraio 1694 a firma del doge Silvestro Valier.
Mancava ancora un tassello, una dimora degna del loro nuovo status: così nel 1696 acquistarono con atto redatto dal notaio Giuseppe Mandricardi tre case contigue di proprietà di Francesco Montanaro site in Contrada di Porta Ombriano. L'edificio nel 1702 doveva essere ormai concluso poiché secondo gli atti della parrocchia della Santissima Trinità ivi morì Giuseppe Maria.
Risale al 1738 l 'ammissione di Ercole nel Gran Consiglio cittadino.
Nel settimo decennio del XIX secolo fu per breve tempo sede della filiale della Banca Commissionaria Stucki & C., successivamente Banca Commissionaria Bonzi & Stucki.
Lo stabile rimase alla famiglia fino alla morte di Lina Bonzi, vedova Stramezzi, avvenuta nell 'anno 1967.

### Persone legate al palazzo
- Orazio Bonzi, avvocato, nel 1797 abbracciò la causa giacobina, volle mostrare con il proprio esempio l'abbandono della nobiltà bruciando la propria giubba e le (finte) pergamene in piazza e propugnando l'installazione di una ghigliottina[6]. Nel 1799 fu componente della Municipalità[7] con il compito di dirigere la polizia[6]. Abbandonò la città durante la breve occupazione austro-russa; nel 1814, con l'instaurazione del dominio austriaco ritornò all'uso dei titoli nobiliari[6].
- Valeria Bonzi con testamento del 1850 donò 30 mila lire austriache da devolvere agli Istituti delle Zitelle Ritirate e dei Mendicanti, oltre a 5 mila lire all'Ospizio dei poveri[8].

### Caratteristiche

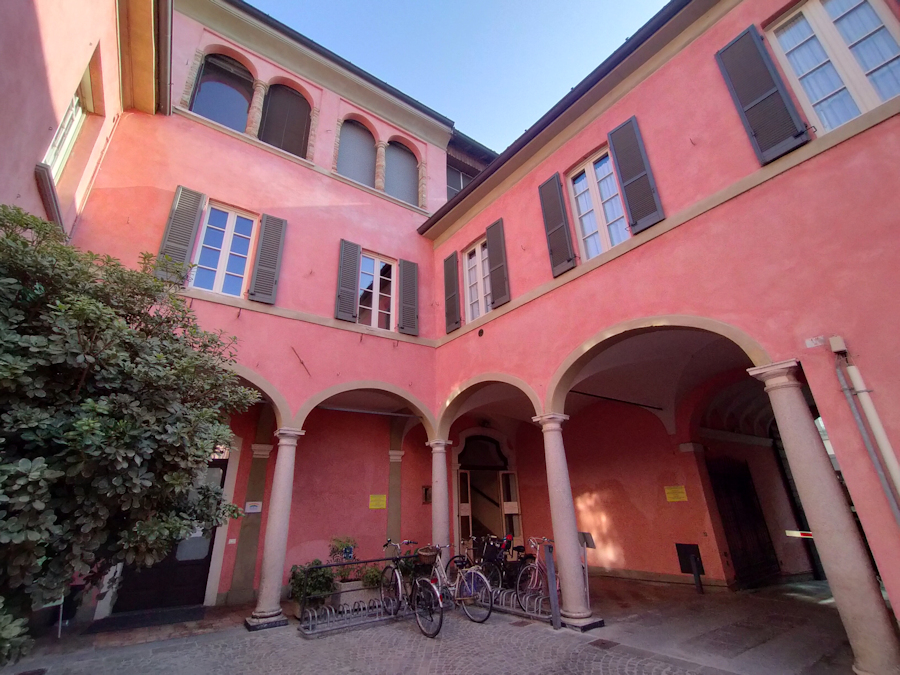
Porzione del cortile interno.

Il palazzo risulta profondamente alterato al piano terra per le aperture di quattro grandi vetrine da adibire ad esercizi commerciali avvenute negli anni cinquanta del XX secolo. Tanto al secondo piano quanto sul lato di via Tensini è possibile vedere le finestre come dovevano apparire anche al primo piano della facciata, con semplici incorniciature, ingentilite da mensoline poco aggettanti che sostengono l'architrave.
Molto elaborato il sottogronda composto da gruppi di mensole alternate a finestre sagomate.
Il portale in pietra con arco a tutto sesto introduce all'androne e quindi al cortile che presenta un rivestimento in porfido; all'angolo sud-est si colloca il portico con due luci a meridione e due a oriente, con arco a tutto sesto e colonne di ordine dorico.